# Новоданиловский сельский совет (Ореховский район)
Новоданиловский сельский совет (укр. Новоданилівська сільська рада) — входит в состав
Ореховского района
Запорожской области
Украины.
Административный центр сельского совета находится в 
с. Новоданиловка.

## Населённые пункты совета
- с. Новоданиловка